# Maladevihalli, Arsikere
Maladevihalli là một làng thuộc tehsil Arsikere, huyện Hassan, bang Karnataka, Ấn Độ.